# بلیک هریسون
بلیک هریسون (انگلیسی: Blake Harrison؛ زادهٔ ۲۲ ژوئیهٔ ۱۹۸۵) هنرپیشه اهل انگلستان است. وی از سال ۲۰۰۱ میلادی تاکنون مشغول فعالیت بوده‌است.
از فیلم‌ها یا برنامه‌های تلویزیونی که وی در آن نقش داشته‌است می‌توان به رسوایی‌ای بس انگلیسی اشاره کرد.